# كارل هاينزن

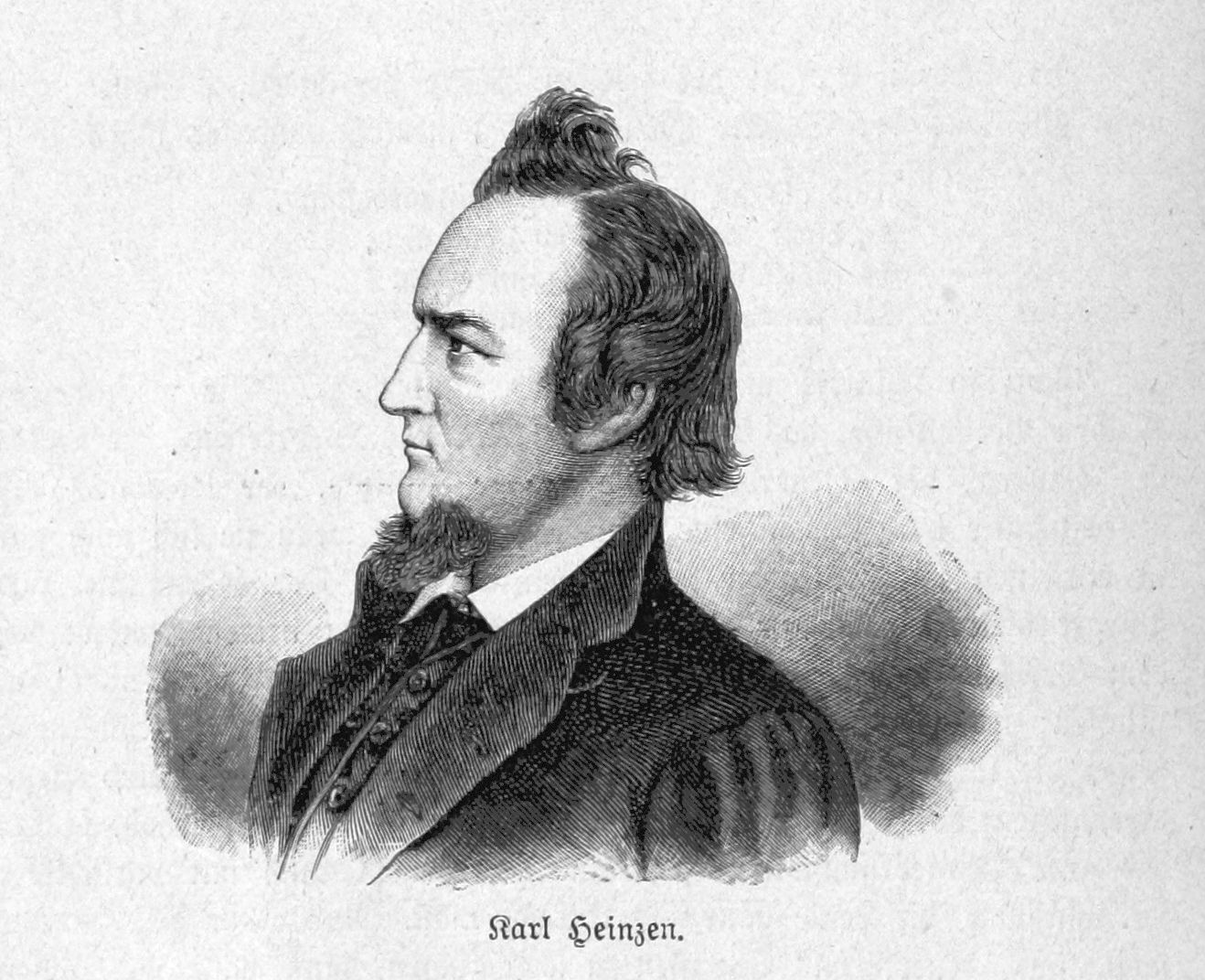
كارل هاينزن. رسم توضيحي لأوتو إميل لاو.

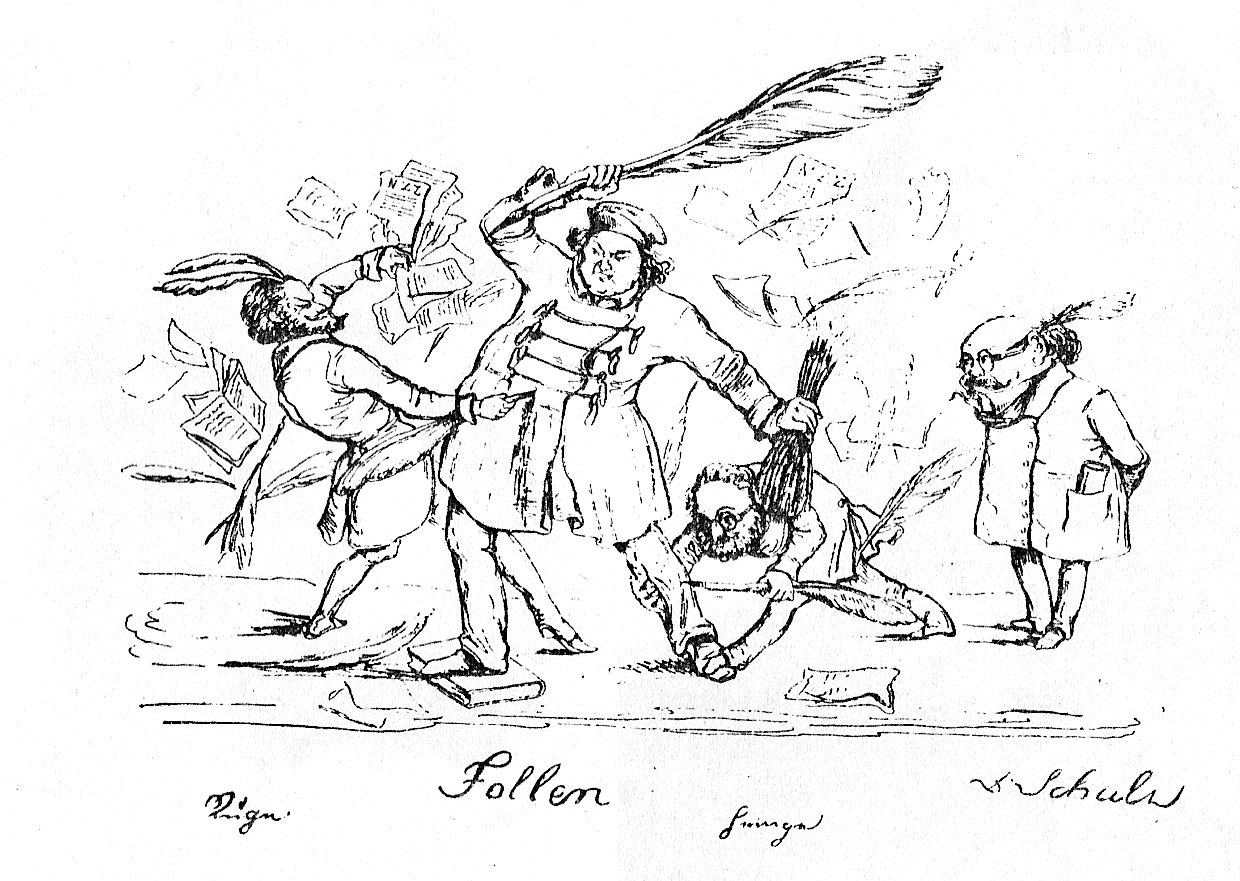
النزاع حول الإلحاد في زيورخ عام 1846 (من اليسار إلى اليمين: روج ، فولن ، هاينزن، شولتز). كاريكاتير لفنان غير معروف.

كارل بيتر هاينزن (22 فبراير 1809 - 12 نوفمبر 1880) مؤلف ثوري كان يقيم بشكل رئيسي في ألمانيا والولايات المتحدة. لقد كان واحدًا من مجموعة الثمانية والأربعين الداعمين للربيع الأوروبي (ثورات 1848). وكان يدعو إلى العنف الإرهابي ضد السلالات الحاكمة والسكان المدنيين غير الفعالين كوسيلة لتحقيق غاية.

## سيرة شخصية
ولد في غرفنبرويش وارتاد مدارس جيمنازيوم الداخلية في كليف . وفي عام 1827 بدأ دراسة الطب في جامعة بون . تم طرده بسبب خطابه المتمرد فانتقل إلى هولندا حيث تم تجنيده في مستعمراتها الإندونيسية وتم شحنه كضابط ملازم إلى جاكرتا . وفي سنة (1841) كتب كتابًا عن رحلته وما وجده هناك: Reise nach Batavia (رحلة إلى جاكرتا). وقد رأى أن المستعمرة غير مناسبة للإقامة الدائمة، فعاد إلى وطنه عام 1831.
وبعد أن أدى واجب الخدمة العسكرية، عمل لفترة قصيرة كبائع ثم كجابي ضرائب. وبعد ثماني سنوات، أصبح موظفًا تنفيذيًا في السكك الحديدية الراينية في كولونيا ، ثم أصبح لاحقًا جزءًا من إدارة جمعية التأمين ضد الحرائق في آخن . خصص وقت فراغه للكتابة. إلى جانب كتاب في أدب الرحلات، نشر ديوان شعر (1841؛ أعيد طبعه في بوسطن، 1867)، وبعد ذلك انخرط في الكتابات السياسية. كتيبتان، Die Ehre (الشرف) و Die geheimen Konduitenlisten (القوائم السرية للقادة)، تناول انتقادات موضوعية لإجراءات الحكومة البروسية . كانت لهجته أكثر حدة في المساهمات التي قدمها في صحيفتين، Leipziger Allgemeine Zeitung و Rheinische Zeitung .
دفعه منع هذه الصحف من بروسيا إلى كتابة Die preußische Bureaukratie (البيروقراطية البروسية) التي تمت مصادرتها فور ظهورها وأدت إلى تحقيق جنائي . فر هاينزن إلى بلجيكا هربًا من الملاحقة القضائية وفي مارس 1845 بدأ سلسلة من الكتابات الاشتراكية مع ستيكبرييف ، وهي لائحة اتهام للمحاكم العليا في مقاطعة الراين البروسية. تم توزيع هذه الكتابات في جميع أنحاء ألمانيا. وفي عام 1846، انتقل إلى سويسرا ، أولاً إلى زيورخ ، ثم إلى برن وبازل وجينف . لم يكن مرحّبًا به في أي مكان وفي شتاء 1847/48 غادر إلى الولايات المتحدة.
في عام 1848، نشر كارل ماركس نقدًا لأفكار هاينزن حول موضوعي الأخلاق والكرامة. في حين رأى هاينزن أن هذه المفاهيم مفيدة وخادمة للغايات الاشتراكية، فإن ماركس رفض استخدامها لأنه رآى أن الحجج الأخلاقية المضادة للرأسمالية غير متوافقة مع الاشتراكية العلمية ، ولأنه يعتقد أن المفردات الأخلاقية الحالية قد تم اختراقها من خلال استخدامها لدعم الرأسمالية.  جادل ماركس بأن هاينزن كان مخطئًا في تصور الأخلاق على أنها غير تاريخية في حين أنها -حسبه- ظاهرة عرضية ناشئة عن العلاقات الاجتماعية والاقتصادية. 
عندما سمع عن ثورة فبراير في فرنسا، عاد هاينزن على الفور إلى أوروبا وشارك بنشاط في النضال بألمانيا. وقام بتنظيم توغل مسلح للمتطوعين من فرنسا وسويسرا في بادن . وبعد قمع الانتفاضة في بادن عام 1849، هرب إلى سويسرا، ثم عاد إلى الولايات المتحدة مرة أخرى عبر لندن. وفي مدينة نيويورك، قام بتحرير صحيفة Schellpost ، وهي صحيفة أسسها Eichthal. في عام 1853، ذهب إلى لويزفيل، كنتاكي ، حيث أسس صحيفة بايونير . وظل يكتب فيها لأكثر من ربع قرن، كما كان يقوم بتحرير أغلبها بنفسه. تعرض الراديكالية الألمانية إلى هجاء حاد في صفحات الجريدة بالرغم من كونه أحد روادها.
في مارس 1854، نشر هو وبرنهارد دومشكي وآخرون بيان مبادئ الألمان المتطرفين الذي أصبح معروفًا في الدوائر الألمانية الأمريكية باسم "منصة لويزفيل". حيث أدانوا العبودية وقانون العبيد الهاربين والنزعة الدينية والانعزالية. ودعوا إلى توفير الأراضي المجانية للمستوطنين الحقيقيين، وإعطاء حقوق متساوية للأمريكيين من أصل أفريقي وللنساء، كما دعوا لتسهيل الحصول على الجنسية، وإجراء تحسينات داخلية التي ترعاها الحكومة الفيدرالية، وإلى الإصلاح الجنائي، والإصلاح القضائي، والإصلاح التعليمي. بالإضافة إلى ذلك، دعوا إلى إلغاء منصب رئيس الولايات المتحدة ومجلس الشيوخ في الولايات المتحدة وفضلوا نظام المجلس الواحد مع مجلس تنفيذي تشرف عليه الهيئة التشريعية عن كثب. 
وقف هاينزن وحيدًا تقريبًا في الصحافة الناطقة بالألمانية في دفاعه عن حقوق المرأة . لقد عزز القضية باستخدام الاسم المستعار لوزي ماين في مخاطبة أرنولد روج وموقفه من حق المرأة في التصويت. أشارت الصحف الألمانية أحيانًا إلى المحاضرات النسوية التي ألقتها ماتيلد فرانزيسكا آنيكي ، ولكن بصرف النظر عن صحيفة نويه تسايت في سانت لويس (صحيفة جورج شنايدر قصيرة العمر) وصحيفة هاينزن بايونير ، أدانت معظم الصحف الناطقة باللغة الألمانية الحركة. اعتقدت مجموعة الثماني والأربعين مثل رينهولد سولجر وكريستيان إيسلين وفريدريك هيكر أن حق المرأة في التصويت من شأنه أن يعيد الثقافة إلى الوراء قرنًا من الزمن. كان هاينزن أيضًا صوتًا معزولًا أمام الصحافة الناطقة بالألمانية التي دافعت عن شرعية بيع إدارة جرانت للأسلحة الفائضة إلى فرنسا خلال الحرب الفرنسية البروسية . 
في عام 1859، انتقل هو وبيونيير إلى بوسطن التي اعتبرها المدينة الأكثر تقدمًا ثقافيًا في الولايات المتحدة. كان توزيع الجريدة محدودًا، لم يتجاوز 5000 نسخة على الإطلاق (غالبا). وتجاهل هاينزن شكاوى مواطني بوسطن الألمانيي المولد بشأن افتقار الجريدة لتغطية الأخبار المحلية. كان حوالي خمسة أسداس حصة التوزيع تذهب لخارج المدينة. كام كانت صحيفة الجريدة مليئة بتقارير تشيد بالعديد من مجالات النضال الإنساني. وقد أشاد بها ويليام لويد جاريسون كثيرًا. 
أجبره المرض على ترك الجريدة عام 1879. وقد كتب -بالإضافة إلى كتاباته السياسية وشعره- بعضَ الأعمال الكوميدية. ودفن في مقبرة فورست هيلز .

## هوامش
1. 1 2  مذكور في: الشبكات الاجتماعية وسياق الأرشيف. مُعرِّف الشبكات الاجتماعية ونظام المحتوى المؤرشف (SNAC Ark): w6r80bt9. باسم: Karl Heinzen. الوصول: 9 أكتوبر 2017. لغة العمل أو لغة الاسم: الإنجليزية.
2. ↑  وصلة مرجع: https://ia601504.us.archive.org/4/items/in.ernet.dli.2015.216308/2015.216308.Against-The.pdf.
3. ↑  Karl Heinzen: Der Mord. in: Die Evolution, Biel 26 January 1849.
4. ↑  Varga، Somogy (2017). "Taking Refuge from History in Morality: Marx, Morality, and Dignity". في Debes، Remy (المحرر). Dignity: A History. Oxford University Press. ص. 293.
5. ↑  Varga 2017، صفحات 297–8.
6. ↑  Carl Wittke (1952). Refugees of Revolution: The German Forty-Eighters in America. Philadelphia: دار نشر جامعة بنسلفانيا  [لغات أخرى]‏. ص. 163–165.{{استشهاد بكتاب}}:  صيانة الاستشهاد: علامات ترقيم زائدة (link)
7. ↑  Carl Wittke (1952). Refugees of Revolution: The German Forty-Eighters in America. Philadelphia: دار نشر جامعة بنسلفانيا  [لغات أخرى]‏. ص. 163–165.{{استشهاد بكتاب}}:  صيانة الاستشهاد: علامات ترقيم زائدة (link)Carl Wittke (1952). Refugees of Revolution: The German Forty-Eighters in America. Philadelphia: University of Pennsylvania Press. pp. 163–165.
8. ↑  Carl Wittke (1952). Refugees of Revolution: The German Forty-Eighters in America. Philadelphia: دار نشر جامعة بنسلفانيا  [لغات أخرى]‏. ص. 252.{{استشهاد بكتاب}}:  صيانة الاستشهاد: علامات ترقيم زائدة (link)
9. ↑  Carl Wittke (1952). Refugees of Revolution: The German Forty-Eighters in America. Philadelphia: دار نشر جامعة بنسلفانيا  [لغات أخرى]‏. ص. 275–276.{{استشهاد بكتاب}}:  صيانة الاستشهاد: علامات ترقيم زائدة (link)

مراجع
- Franz Brümmer (1905), "Heinzen, Karl Peter", Allgemeine Deutsche Biographie (ADB) (in German), vol. 50, Leipzig: Duncker & Humblot, pp. 157–158

## للاستزادة
- دانيال ناجل. Von republikanischen Deutschen zu deutsch-americanischen Republikanern. Ein Beitrag zum Identitätswandel der deutschen Achtundvierziger in den Vereinigten Staaten 1850–1861 . سانت إنجبرت 2012.
- كارل ويتكي. ضد التيار: حياة كارل هاينزن . شيكاغو، إلينوي 1945.
- "Heinzen, Karl Peter". Dictionary of American Biography. Vol. IV, Part 2. New York: Charles Scribner's Sons. 1960. pp. 508–9.

## روابط خارجية
- "Heinzen, Peter" . New International Encyclopedia. 1905.
- Friedrich Engels: Die Kommunisten und Karl Heinzen (Karl Heinzen and the communists) باللغة الألمانية
- نصوص عن كارل هاينزن في فهرس مكتبة ألمانيا الوطنية
- كارل هاينزن على موقع فايند أغريف